# Brice Feillu
Brice Feillu (ur. 26 lipca 1985 w Châteaudun) – francuski kolarz szosowy, zawodnik profesjonalnej grupy Fortuneo-Vital Concept.
Największym sukcesem zawodnika jest zwycięstwo etapowe podczas Tour de France, na górskim etapie prowadzącym do Andory i zakończonym podjazdem Arkalis.
Jest bratem Romaina Feillu, który również jest kolarzem szosowym.

## Najważniejsze osiągnięcia
- 2008
  - 1. miejsce na 5. etapie Tour Alsace
  - 2. miejsce w Paris-Corrèze
- 2009
  - 1. miejsce na 7. etapie Tour de France
  - 3. miejsce na 13. etapie Tour de France
- 2012
  - 8. miejsce w Klasika Primavera
  - 3. miejsce na 3. etapie Dookoła Kastylii i León